# رحمت‌آباد (مروست)
رحمت‌آباد، روستایی در دهستان هرابرجان بخش مرکزی شهرستان مروست در استان یزد ایران است.

## جمعیت
بر پایه سرشماری عمومی نفوس و مسکن در سال ۱۳۹۵، جمعیت این روستا برابر با ۱۴۷ نفر (۴۹ خانوار) بوده است.